# 京都府信用農業協同組合連合会
京都府信用農業協同組合連合会（きょうとふしんようのうぎょうきょうどうくみあいれんごうかい）は、京都府京都市南区に本店を置く、京都府内の農業協同組合の信用事業を統括する府域農協系金融機関であり、府内農業協同組合を会員とする。

## 概要
通称は「JA京都信連」または「JAバンク京都信連」。統一金融機関コードは3026。主に法人顧客を中心としており、個人取引は殆どない。

## 沿革
- 1948年 - 設立。

## 店舗所在地
- 本店（店番：001）/京都府京都市南区東九条西山王町1番地